# Święty Libert
Święty Libert, łac. Libertus, Liethbertus, fr. Liébert, niem. Lietbert, Lietbrecht. (ur. ?, zm. 1140) – święty Kościoła katolickiego, benedykt, męczennik.
Był kapłanem i jako rekluz w klasztorze w Saint-Crespin udzielał pielgrzymom Bożego miłosierdzia. Codziennie odmawiał całą Księgę Psalmów.
Jego wspomnienie obchodzone jest 7 kwietnia.